# برزخ الرحم
برزخ الرحم هو الجزء السفلي-الخلفي من الرحم. علي نهاية عنق الرحم هنا تكون عضلة الرحم أضيق وأرق. وهو يربط الأجزاء الأمامية من الرحم بشكل متفوق-أمامي: الهيكل والقاع.
يمكن ان يصبح برزخ الرحم أكثر قابليه للانضغاط في وقت الحمل، وهو اكتشاف يعرف باسم علامة هيجار.